# اندی دالی
اندی دالی (به انگلیسی: Andy Daly) (زاده ۱۵ آوریل ۱۹۷۱) بازیگر آمریکایی است.
از فیلم‌های معروف او می‌توان به بازی در فیلم‌های اطلاع‌رسانی!، جولز، افرادی که در عروسی از آن‌ها متنفریم و نیمه حرفه‌ای اشاره کرد او همچنین صداپیشه شخصیت تیم در سریال انیمشنی بزرگسالان مخالفان خورشیدی است.